# 畢鏘
畢鏘（1517年—1608年），字廷鳴，號松坡，南京池州府石埭縣（今安徽省石台縣廣陽鎮）人，明朝政治人物。嘉靖甲辰進士，萬曆年間累官戶部尚書，諡恭介。

## 生平
嘉靖二十二年（1543年）癸卯科應天府鄉試第一百四名舉人，二十三年（1544年）聯登甲辰科進士，授刑部主事，升郎中。嘉靖三十五年（1556年），出为浙江提学副使，调任广西右参政。嘉靖四十年（1561年），升任广西按察使，同年改任浙江右布政使；嘉靖四十三年（1564年），再调湖广左布政使。
隆庆元年（1567年），召為太仆寺卿，未赴任，改任应天府尹。海瑞巡撫江南，发送公文到应天府，将应天官员视为下属，毕锵拒不接受。海瑞考核毕锵的政绩，反而相处友善。歷升南京户部右侍郎，负责粮食储备。隆庆六年，入朝担任刑部右侍郎。万历二年（1574年），改任户部侍郎，统辖倉場。晋升为南京户部尚书，告病歸。后出任南京工部尚书，改任吏部职，万历十三年，召任北京户部尚书。其所奏多切中要害。神宗身边的宠幸之人从中阻挠，没有能全部施行。畢鏘則以年老為由请辞獲准。神宗准许他乘驿车回乡。
毕锵遇事严守公正，享有众望。八十岁时，明神宗派人问候，加封太子少保。後又两次派人慰问。其孙毕汝楩攜帶奏表入朝答谢，神宗下诏收他为太学生。萬曆三十六年十一月，毕锵九十二岁去世。赠太子太保，谥恭介。

## 家族
曾祖畢庚生；祖父畢貴；父畢永高。前母萬氏；母崔氏；繼母孫氏。三子士涯、以范（户部员外郎）、士涣。

## 延伸阅读
[在维基数据编辑]
 《明史卷二百二十》，出自《明史》